# تشارلز ليون
تشارلز ليون (18 مارس 1878 في المملكة المتحدة - 3 ديسمبر 1959 في المملكة المتحدة) (بالإنجليزية: Charles Lyon)‏ هو جندي ولاعب كريكت بريطاني وبريطاني (وحمل سابقاً جنسية المملكة المتحدة لبريطانيا العظمى وأيرلندا).